# Mecaphesa californica
Mecaphesa californica là một loài nhện trong họ Thomisidae.
Loài này thuộc chi Mecaphesa. Mecaphesa californica được Richard C. Banks miêu tả năm 1896.